# کولغان تومان عبدالله
کولغان تومان عبدالله، روستایی در دهستان دهنو بخش قلعه قاضی شهرستان بندرعباس در استان هرمزگان ایران است.
نان روستا برگرفته از عبدالله ارچنگ ملقب به (عبدالله شتر) که بنیان‌گذار مقام نبی خضر زنده و مالک اصلی اغلب زمینهای کولغان که کل قریشیها یا اغلب آنها نسلشان به این بزرگ مرد کولغان برمیگردد.
این روستا در کشاورزی و دامداری امرار معاش میکردند تا اینکه در چند سال اخیر و با بی اطلاعی مالکان اصلی زمینهای کولغان قرار و مداری با چند شخص که نه مالک زمینی در روستا هستند و نه صاحب قرار و به دور از چشم همه در یک مراسمی و با گرفتن هدایای هنگفتی زمینهای آن روستا به چند شرکت که در آنجا تا به امروز به‌عنوان فعالیت در حوزه پرورش میگو فعال میباشند و آن وجهه طبیعی و اصلی روستا را به‌طور چشمگیر دگرگون کردند.

## جمعیت
بر پایه سرشماری عمومی نفوس و مسکن در سال ۱۳۹۵، جمعیت این روستا برابر با ۱۴۹ نفر (۳۸ خانوار) بوده‌است.